# 哈拉尔德·施密德
哈拉尔德·施密德（德語：Harald Schmid，1957年9月29日—），德国男子田径运动员。他曾代表西德参加1976年、1984年和1988年夏季奥林匹克运动会田径比赛，获得二枚铜牌。